# Hilversum Hurricanes
Gli Hilversum Hurricanes sono una squadra di football americano di Hilversum, nei Paesi Bassi.

## Storia
La squadra è stata fondata nel 1985 e ha vinto 3 titoli nazionali.

## Dettaglio stagioni

### Tornei nazionali

#### Campionato

##### Eredivisie
| Stagione | regular season | regular season | regular season | regular season | regular season | regular season | playoff | playoff | playoff | playoff | playoff | playoff    | playoff             |
|          | Vin            | Par            | Per            | Tot            | PF             | PS             | Vin     | Per     | Tot     | PF      | PS      | risultato  | avversaria          |
| -------- | -------------- | -------------- | -------------- | -------------- | -------------- | -------------- | ------- | ------- | ------- | ------- | ------- | ---------- | ------------------- |
| 2014     | 0              | 0              | 7              | 7              | 63             | 226            | -       | -       | -       | -       | -       | -          | -                   |
| 2015     | 7              | 0              | 3              | 10             | 215            | 157            | 0       | 1       | 1       | 7       | 41      | Semifinale | Alphen Eagles       |
| 2016     | 4              | 0              | 4              | 8              | 104            | 129            | 0       | 1       | 1       | 21      | 49      | Semifinale | Amsterdam Crusaders |
| 2017     | 4              | 0              | 4              | 8              | 151            | 142            | 0       | 1       | 1       | 0       | 36      | Semifinale | Amsterdam Crusaders |
| 2018     | 6              | 0              | 2              | 8              | 179            | 91             | 2       | 0       | 2       | 51      | 27      | Campioni   | Lelystad Commanders |
| 2019     | 6              | 0              | 4              | 10             | 200            | 213            | -       | -       | -       | -       | -       | -          | -                   |
| Totale   | 27             | 0              | 24             | 51             | 912            | 958            | 2       | 3       | 5       | 79      | 163     |            |                     |

Fonti: Enciclopedia del Football - A cura di Roberto Mezzetti

### Tornei internazionali

#### EFAF Atlantic Cup
| Stagione | regular season | regular season | regular season | regular season | regular season | regular season | playoff | playoff | playoff | playoff | playoff | playoff   | playoff         |
|          | Vin            | Par            | Per            | Tot            | PF             | PS             | Vin     | Per     | Tot     | PF      | PS      | risultato | avversaria      |
| -------- | -------------- | -------------- | -------------- | -------------- | -------------- | -------------- | ------- | ------- | ------- | ------- | ------- | --------- | --------------- |
| 2014     | -              | -              | -              | -              | -              | -              | 1       | 1       | 2       | 23      | 22      | Finale    | Brussels Tigers |
| Totale   | -              | -              | -              | -              | -              | -              | 1       | 1       | 2       | 23      | 22      |           |                 |

Fonti: Sito Eurobowl.info Archiviato il 19 ottobre 2017 in Internet Archive.

#### Atlantic Cup
| Stagione | regular season | regular season | regular season | regular season | regular season | regular season | playoff | playoff | playoff | playoff | playoff | playoff     | playoff    |
|          | Vin            | Par            | Per            | Tot            | PF             | PS             | Vin     | Per     | Tot     | PF      | PS      | risultato   | avversaria |
| -------- | -------------- | -------------- | -------------- | -------------- | -------------- | -------------- | ------- | ------- | ------- | ------- | ------- | ----------- | ---------- |
| 2018     | 0              | 0              | 2              | 2              | 31             | 70             | -       | -       | -       | -       | -       | Terzo posto | -          |
| Totale   | 0              | 0              | 2              | 2              | 31             | 70             | -       | -       | -       | -       | -       |             |            |

Fonti: Sito Eurobowl.info Archiviato il 19 ottobre 2017 in Internet Archive.

### Riepilogo fasi finali disputate
| Anno             | Luogo     | Evento            | Fase del torneo | Incontro                                   | Risultato |
| 7 settembre 2014 | Bruxelles | EFAF Atlantic Cup | Finale          | Brussels Tigers - Hilversum Hurricanes     | 9 - 7     |
| 28 giugno 2015   |           | Eredivisie        | Semifinale      | Alphen Eagles - Hilversum Hurricanes       | 41 - 7    |
| 19 giugno 2016   |           | Eredivisie        | Semifinale      | Amsterdam Crusaders - Hilversum Hurricanes | 49 - 21   |
| 18 giugno 2017   |           | Eredivisie        | Semifinale      | Amsterdam Crusaders - Hilversum Hurricanes | 36 - 0    |
| 8 luglio 2018    | Amsterdam | Eredivisie        | Tulip Bowl      | Hilversum Hurricanes - Lelystad Commanders | 24 - 13   |

## Palmarès
- 3 Tulip Bowl (2000, 2001, 2018)